# خمیس قصیبه
خمیس قصیبه (به فرانسوی: Khmis Ksiba) یک شهرک در مراکش است که در استان سیدی بنور واقع شده‌است. خمیس قصیبه ۶٬۶۳۷ نفر جمعیت دارد.